# Cruise Chaser Blassty
A Cruise Chaser Blassty (クルーズチェイサーブラスティー) egy szerepjáték amit a Square fejlesztett NEC PC-8801, NEC PC-9801 és Sharp X1 számítógépekre. A játékban szereplő mechát eredetileg Nagano Mamoru tervezte, a zenét pedig Nobuo Uemacu szerezte.